# وحيدات الخلية الهيرمينيوسية المائية
وحيدات الخلية الهيرمينيوسية المائية (الاسم العلمي: Herminiimonas aquatilis) هي نوع من البكتيريا، سلبية الغرام، تتبع جنس وحيدات الخلية الهيرمينيوسية.